# Qie ting feng yun 3
Qie ting feng yun 3 – chińsko-hongkoński dreszczowiec w reżyserii Feliksa Chonga i Alana Maka, którego premiera odbyła się 29 maja 2014 roku.
Film zarobił 53 493 428 dolarów amerykańskich.

## Obsada
Źródło: Filmweb

- Sean Lau – Jinjiang Lu
- Zhou Xun
- Daniel Wu
- Louis Koo
- Kenneth Tsang
- Huang Yi
- Gordon Lam
- Michelle Ye
- Alex Fong
- Law Lan
- Ng Man-tat
- Dominic Lam
- Huang Lei